# I'm Good (Eunjung)
I’m Good è il primo EP della cantante sudcoreana Eunjung, pubblicato nel 2015 dall'etichetta discografica Core Contents Media insieme a KT Music.

## TracceI’m Good
1. I'm Good (feat. K.Will)
2. Tears Drop
3. Love Effect
4. I'm Good (Solo ver.)
5. I'm Good (Inst.)

## TracceGood Bye
1. Good Bye
2. Goodbye (Chinese ver.)
3. I’m Good (con K.Will)
4. I’m Good (Solo ver.)
5. I’m Good (Chinese ver.)
6. Tears Drop
7. Love Effect
8. Good Bye (Inst.)
9. Good Bye (Chinese ver. Inst.)
10. I’m Good (Chinese ver. Inst)
11. I’m Good (Solo ver. Inst)